# Marius Ebbers
Marius Ebbers (* 4. Januar 1978 in Essen) ist ein ehemaliger deutscher Fußballspieler und jetziger Fußballtrainer.

## Karriere

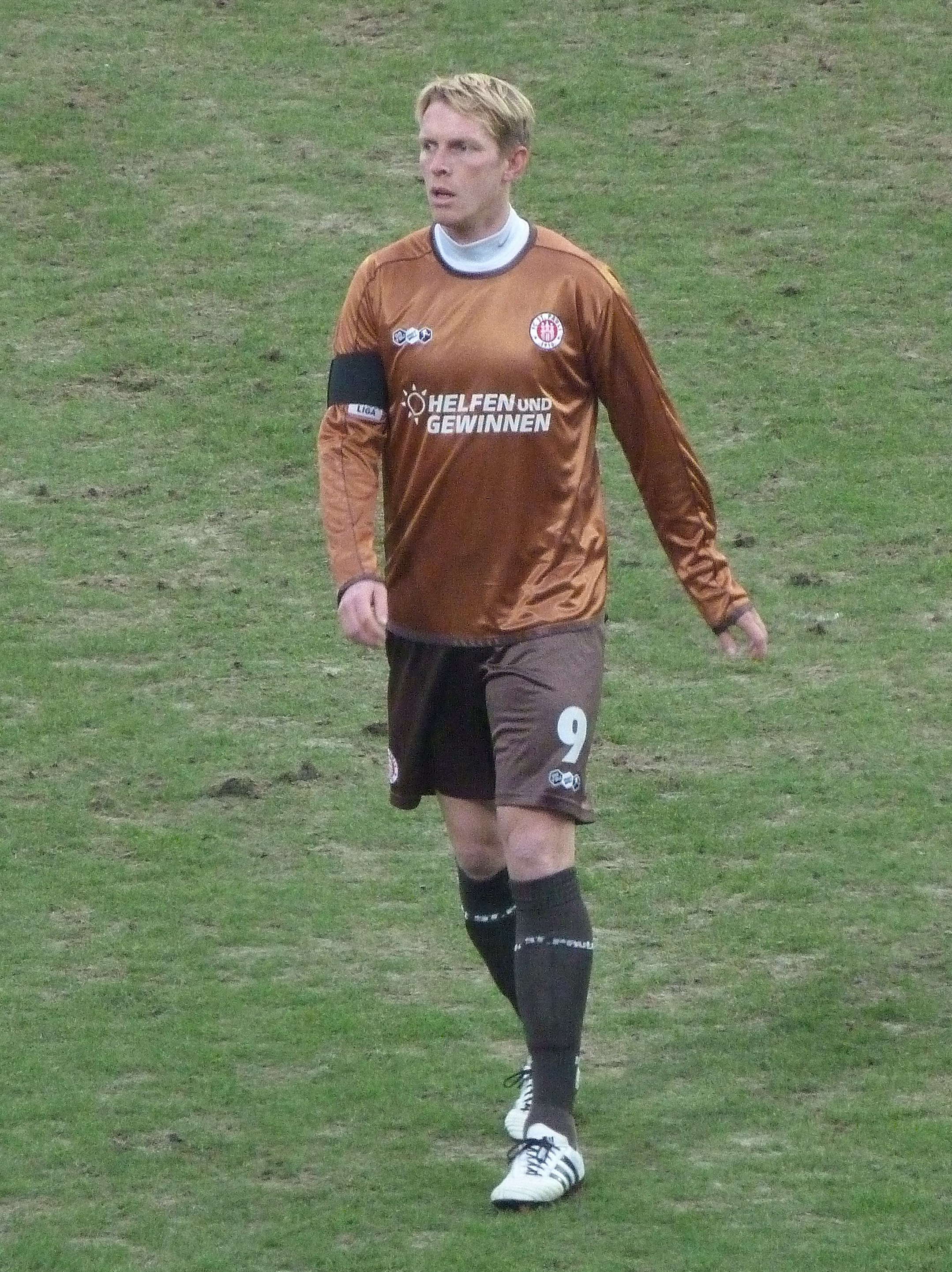
Ebbers im Trikot des FC St. Pauli (2011)

Als Sechsjähriger begann Ebbers bei Preußen Steele mit dem Fußballspielen, im Alter von acht Jahren spielte er für die SG Wattenscheid 09. Mit 15 Jahren verließ er die SG und wechselte zu Schwarz-Weiß Essen. Drei Jahre später ging er zum MSV Duisburg, bei dem er dann auch seine ersten Einsätze als Profi absolvierte. 1999 wechselte er zurück zur SG Wattenscheid, für die er in der Regionalliga West/Südwest in 33 Spielen 23 Tore erzielte und Torschützenkönig wurde. Nach Auflösung der Regionalliga West/Südwest trat er mit der SG Wattenscheid in der Staffel Nord an. Dort erzielte er in der Hinrunde 15 Tore (17 Einsätze). Danach holte ihn der MSV Duisburg nach 18 Monaten wieder zurück. Auch dort wurde er nun zum Torjäger, weshalb ihn der 1. FC Köln 2003 unter Vertrag nahm. Nachdem der 1. FC Köln mit Peter Madsen und Imre Szabics zwei neue Angreifer verpflichtet hatte, wechselte Ebbers vor Beginn der Saison 2005/06 zu Alemannia Aachen. Als er dort eine Formschwäche überwunden hatte, fand er in der Rückrunde zu alter Stärke zurück. Beim 4:2-Auswärtssieg bei den Offenbacher Kickers erzielte er vier Tore in einer Halbzeit, darunter einen lupenreinen Hattrick. Mit 13 Saisontoren trug er dazu bei, dass die Alemannia nach 36 Jahren wieder in die Bundesliga aufstieg. In seiner dritten Erstligasaison bestritt er dann 27 Spiele für die Aachener, die aber 2007 wieder in die 2. Liga abstiegen.
Nach der Saison 2007/08 wechselte er zum FC St. Pauli, für den er am siebten Spieltag beim Heimspiel gegen seinen alten Verein Alemannia Aachen seine ersten beiden Treffer erzielte. In der Saison 2009/10 hatte er mit 20 Saisontreffern großen Anteil am Aufstieg des Vereins in die 1. Bundesliga. Nach dem direkten Wiederabstieg trat er ab der Saison 2011/12 mit dem FC St. Pauli wieder in der zweiten Liga an. Am 15. März 2013 erzielte Ebbers im Spiel gegen den 1. FC Union Berlin (2:4) sein 100. Tor in der zweiten Liga. Insgesamt traf er in den beiden höchsten deutschen Spielklassen 108-mal ins Netz.
Nachdem Ebbers’ Vertrag beim FC St. Pauli nach der Saison 2012/13 nicht verlängert worden war, schloss er sich im September 2013 dem VfL 93 Hamburg an. In der sechstklassigen Landesliga Hamburg erzielte er bis Ende März 2014 in 16 Spielen 13 Treffer. Am 25. März 2014 wechselte er in die US-amerikanische North American Soccer League zu den Fort Lauderdale Strikers. Er erhielt einen Vertrag für die Spring Season 2014. Sein erstes Spiel bestritt Ebbers am 13. April 2014 beim 2:0-Sieg gegen Ottawa Fury. Sein einziges Tor erzielte er beim 3:2-Sieg am 26. April 2014 im Spiel gegen die Mannschaft von Indy Eleven. Insgesamt kam Ebbers in acht von neun Spielen zum Einsatz. Anschließend kehrte er nach Hamburg zurück und schloss sich dem Fünftligisten SC Victoria Hamburg an. Dort war er bis 2017 aktiv, erzielte 60 Tore in 78 Meisterschaftsspielen und beendete daraufhin seine Karriere als Aktiver.
Nach seinem Karriereende stieg Ebbers als Co-Trainer in den Trainerstab des Fünftligisten ein und war als solcher bis zu seinem Ausscheiden im Sommer 2018 tätig. Nachdem Ebbers im Januar 2019 wieder als Co-Trainer bei Victoria Hamburg tätig gewesen war, übernahm er zur Saison 2019/20 die Mannschaft als Cheftrainer. Im Februar 2022 (Saison 2021/22) wurde der Vertrag einvernehmlich aufgelöst. Seit der Saison 2022/23 ist er Co-Trainer von Eintracht Norderstedt (Regionalliga Nord).
Ebbers war Spieler der deutschen Kleinfeld-Nationalmannschaft.

## Fairplay
Am 10. April 2012 erzielte Ebbers im Spiel gegen den 1. FC Union Berlin ein Tor per Hand und Kopf. Der Schiedsrichter Tobias Welz war zu weit entfernt und konnte das Handspiel aus seiner Position heraus nicht sehen und erkannte das Tor an. Als er Ebbers dann aber fragte, ob der Ball die Hand berührt habe, gab dieser das sofort zu. Daraufhin wurde das Tor (es wäre der 2:1-Führungstreffer gewesen) zurückgenommen. St. Pauli gewann das Spiel dennoch durch ein Tor von Fin Bartels in der Nachspielzeit.
Im Oktober 2012 wurde Ebbers für dieses Verhalten vom DFB mit der DFB-Medaille Fair ist mehr ausgezeichnet.

## Erfolge
- 2000 Torschützenkönig der Regionalliga West/Südwest (23 Tore)
- 2005 Aufstieg in die 1. Bundesliga mit dem 1. FC Köln
- 2006 Aufstieg in die 1. Bundesliga mit Alemannia Aachen
- 2010 Aufstieg in die 1. Bundesliga mit dem FC St. Pauli

## Sonstiges
Von 2012 bis 2017 war Ebbers Inhaber des Modegeschäftes „Ebb + Flow“ im Hamburger Schanzenviertel.